# ویکتور آبیانتس
ویکتور آبیانتس (ارمنی: Վիկտոր Քրիստափորի Աբիյանց (Աբիանց؛ انگلیسی: Victor Abiyants زادهٔ ۱۸ اکتبر ۱۹۱۱ - درگذشته ۶ دسامبر ۱۹۸۴) یک دانشمند، مهندس-مکانیک و استاد اهل ارمنستان بود. علایق تحقیقاتی وی در حوزه ساخت توربین‌های گازی هوانوردی متمرکز شده بود.

## زندگی‌نامه
در ۱۸ اکتبر ۱۹۱۱ در شهرک چرنوبیل به دنیا آمد و از دانشگاه فنی دولتی بائومن مسکو (۱۹۳۶) ۱۹۳۵؟ فارغ‌التحصیل شد. وی عضو حزب کمونیست اتحاد جماهیر شوروی (۱۹۴۰) بود. وی در ۶ دسامبر ۱۹۸۴ در سن ۷۳ سالگی در مسکو درگذشت.

## یادداشت
1. ↑  տեխնիկական գիտությունների դոկտոր
2. ↑  Մոսկվայի ավիացիայի ինստիտուտ